# Patalene hamulata
Patalene hamulata là một loài bướm đêm trong họ Geometridae.